# Netlucký lihovar
Netlucký lihovar je bývalý průmyslový areál v místní části Uhříněves-Netluky.

## Historie
Družstvo hospodářských lihovarů poskytlo Vysoké škole zemědělského a lesního inženýrství peněžní dar, díky kterému mohla škola ve svém novém areálu v Netlukách vybudovat školní lihovar.
Výstavbu prosazoval již od roku 1920 profesor Antonín Nýdrle, tomu ale bránilo ustanovení lihového zákona z roku 1919 - zakazovalo zřizování nových hospodářských lihovarů v řepařských oblastech. Roku 1932 vyšel nový lihový zákon, který podmínku uvolnil.
Stavba školního lihovaru byla provedena podle projektu stavebního ústavu Zemědělské jednoty pod vedením profesora dr. Theodora Petříka.
Po roce 1945
Roku 1953 přešel hospodářský dvůr na Výzkumný ústav živočišné výroby.